# Kosmos - en kortkort historik
Kosmos - en kortkort historik (engelsk originaltitel: A Briefer History of Time) är en populärvetenskaplig bok som utgavs 2005 av den engelske fysikern Stephen Hawking och den amerikanske fysikern Leonard Mlodinow. Boken är en uppdatering och omskrivning av Hawkings Kosmos: en kort historik från 1988. I denna bok presenterar Hawking och Mlodinow kvantmekaniken, strängteorin, big bang-teorin, och andra ämnen på ett mer tillgängligt sätt för allmänheten.